# Pavel Platonov
Pavel Platonov (Wit-Russisch: Павел Платонаў; Minsk, BSSR, Sovjet-Unie, 28 september 1983) is een Wit-Russisch professioneel tafeltennisser.

## Belangrijkste resultaten
- Zilver met het team op de Europese kampioenschappen 2010.
- Brons in het gemengd dubbelspel op de Europese kampioenschappen 2011 met Aleksandra Privalova.
- Brons in het gemengd dubbelspel op de Europese kampioenschappen 2012 met Aleksandra Privalova.
- Brons met het team op de Europese kampioenschappen 2013.